# Carl Marcus Tuscher
Carl Marcus Tuscher (Nürnberg, keresztelték 1705. június 1. – Koppenhága, 1751. január 6.) - német származású dán polihisztor: barokk portréfestő, nyomdász, építész és dekorátor.

## Életpályája
Tuscher Nürnberg városában született 1705-ben, egyszerű szülők gyermekeként. Anyja, Ursula Negelin egyedülálló volt, apja, akitől a nevét kapta pedig állítólag Ferdinand Tuscher volt. Tanulmányait Findelhausban végezte, majd a Nürnbergi Művészeti Akadémia igazgatójának, Johan Daniel Preisler festőművésznek a tanítványa lett, aki Johan Martin Preisler rézmetsző apja volt.
1728-ra, tanulmányi éveinek befejeztére jelentős előrehaladást ért el. Annyira ígéretes- és kiváló művésznek tartották, hogy a várostól Római  ösztöndíjat kapott, hogy az olajfestészet mellett a korabeli építészetet is tanulmányozhassa; több templom- és palota rajzáért (egyházi épületekkel kapcsolatos terveiért) pápai lovagkeresztet nyert. Közben Philipp von Stosch báró porosz antikvárius alkalmazta, akinek gyűjteménye több mint 10 000 kameát, mélynyomatot és antik üvegpasztát tartalmazott. Tuschernek a báró gyűjteményének megszervezéséért kapott fizetése rendkívül szerény volt, de mecénásának a tudományok terén nyújtott útmutatásából sokat tanult, profitált.  Ebben az időszakban jelentős előrelépést tett a klasszikus nyelvek tanulmányozásában is.

## Olaszország, Franciaország és Anglia, 1734–1743
1734-ben Stoschnak, aki brit kém is volt, a pápai államokból politikai okokból Firenzébe kellett menekülnie, ahol Gian Gastone de' Medici toleráns uralma alatt keresett menedéket. Tuscher is követte őt, hogy a nagyhercegségben éljen. Több éven át még Stosch alkalmazottjaként a nagyhercegi udvartól kapott feladatokat, ekkor készítette el a St. Lorenzo-templom homlokzati tervét is.  1741-ben Nápolyi útja után, elhagyta Olaszországot, Franciaországba, Hollandiába és Angliába vitte útja, bár tudta, hogy ösztöndíja megköveteli, hogy a diploma megszerzése után visszatérjen Nürnbergbe.
Londoni útja alkalmával újra találkozott a dán karikaturistával és felfedezővel, Frederik Ludvig Norden kapitánnyal, akivel még Firenzében kötött barátságot. Abban az időben a brit fővárosban egy rajzakadémián volt asszisztens, GM Moser ötvös vezetésével és portrét festett Burkhardt Tschudi hangszerkészítő családjáról (1742, National Portrait Gallery (London)).

## Dániai évei

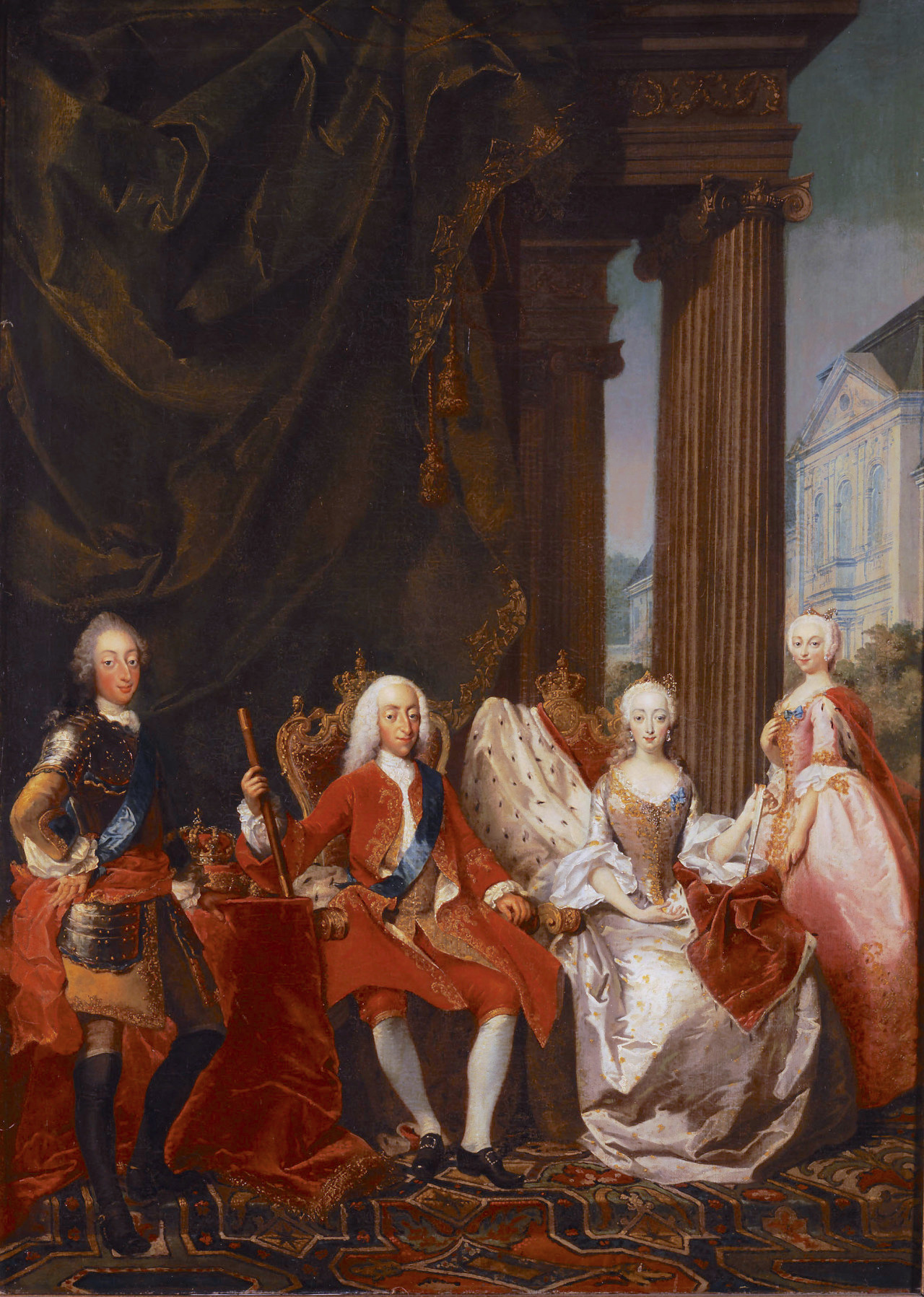
Marcus Tuscher festménye VI. Keresztély dán királyról

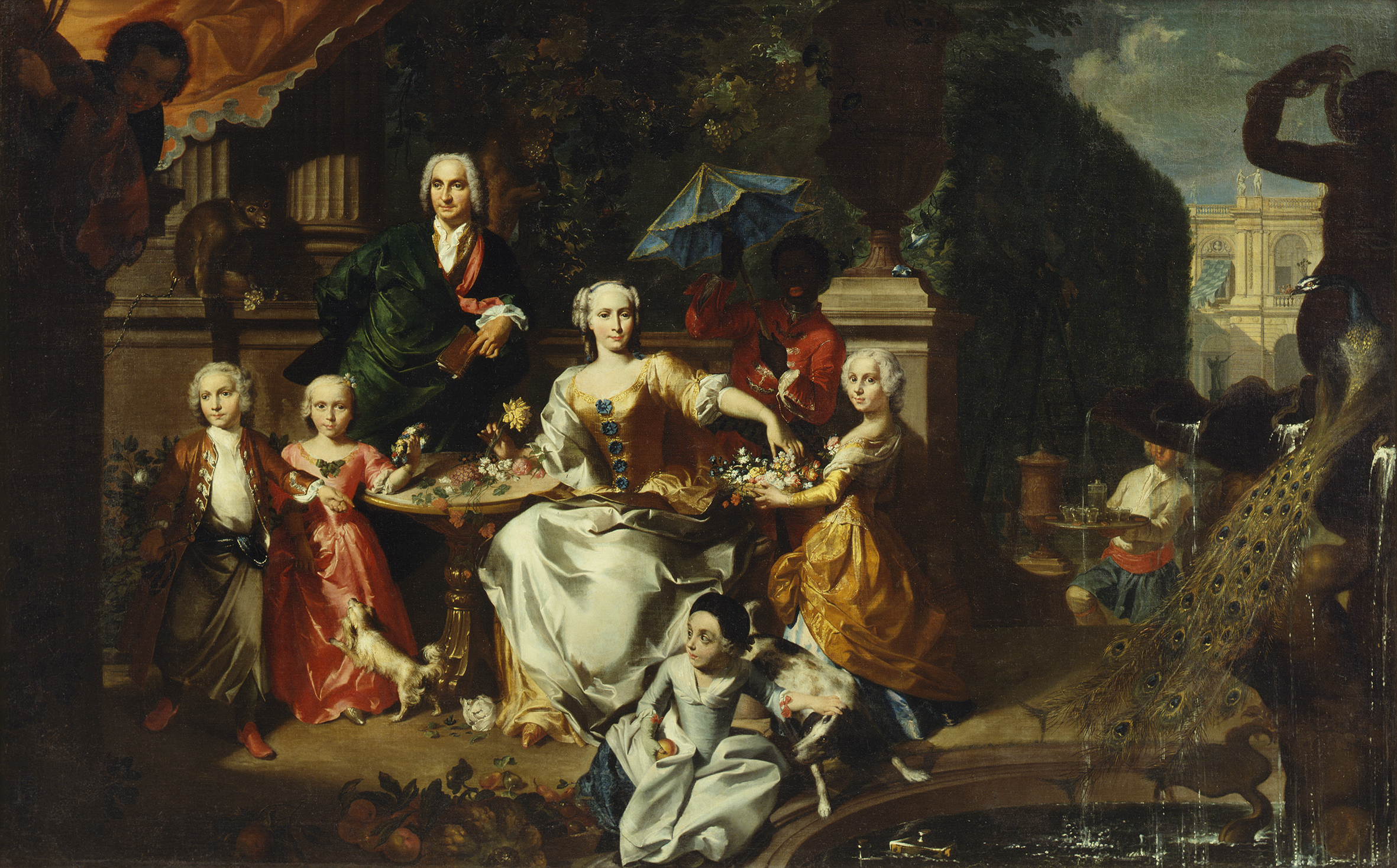
Családi jelenet a teraszon, Marcus Tuscher festménye, amely valószínűleg George Jacksonról és családjáról készült

1743 novemberében költözött Koppenhágába, ahova VI. Keresztély dán király hívta meg udvari festőjévé és királyi építészévé, és jótevői a Danneskiold-Samsøe grófok voltak. Lakást és stúdiót kapott a Christiansborg Palotában.
Dániában első munkájaként Lujza brit hercegnő érkezésekor az Admiralty College épületének pazar díszítését kapta meg.
1748-ban nagy mennyezetportrét készített VI. Keresztély dán királyról, melyen lóháton, allegorikus alakokkal körülvéve volt látható; 1794-ben a kastély leégésekor e munkája megsemmisült. Sok más műve is hasonlóképpen pusztult el az idő- vagy a tűz pusztításai miatt. Van egy portré VI. Keresztély királyról és családjáról (1744 körül, Rosenborg), mely valószínűleg Tuscher nevéhez fűződik, de nem biztos, hogy Tuscher maga készítette a művet, lehet, hogy JF Gerhard másolata volt. Főbb fennmaradt festményei között szerepelnek a Ledreborg kastély nagytermében Johan Ludvig Holstein gróf és testvéreinek teljes portréi is.

## V. Frigyes monumentális szökőkút javaslata
Valószínűleg Tuscher vetette fel először a nyolcszögletű Frederiksstaden-i tér ötletét, amelyet ma Amalienborg Palota térnek neveznek, és ő javasolt egy emlékművet is a központba. Rajzolt egy tervjavaslatot (olaszul, bőségesen illusztrálva), amely egy nagy szökőkutat ábrázol V. Frigyes szobrával. A király lovas szobrát 1750-ben fejezte be J.-F.-J. Saly. Tuscher az Amalienborg tér alaprajzát is elkészítette, ami valószínűleg Nicolai Eigtvednek is ötletet adott, a négy palota építésekor. Az emlékmű azt mutatja, hogy Tuscher ismerte az olasz barokk művészetet, és erős rokonságot mutatott Bernini római szökőkutjaival és szobordíszleteivel. Stílusában hű maradt az olasz barokkhoz, és az „északi Bernini” becenevet kapta.
Tuscher Koppenhágában 1747. május 15-én feleségül vette Sofie Wahlt (kb. 1728-1798. december 6.), aki Johann Salomon Wahl és Marie Sophie Davidson festőtársának lánya volt. A párnak Caroline Fredericia Tuscher nevű gyermeke is született (1751. január 4. – 1809. augusztus 15.).
Marcus Tuscher hosszan tartó betegség után 1751. január 6-án halt meg V. Frederik uralkodása alatt, és a koppenhágai Vor Frelsers Kirke-ben (Megváltónk templomában) temették el.